# Mike Commodore
Michael W. Commodore (* 7. listopadu 1979 Fort Saskatchewan, Alberta) je bývalý kanadský hokejový obránce.

## Hráčská kariéra
Vysoký obránce Commodore začínal ve vysokoškolské lize (WCHA) za univerzitní tým v Severní Dakotě. V univerzitní Dakotě strávil tři roky 1997-2000. Poslední rok strávený v Dakotě, postoupil s týmem do playoff, který vyhráli. V roce 1999 byl draftován do NHL týmem New Jersey Devils ze druhého kola z celkového 42. místa. Po odchodu z univerzity začínal seniorský hokej na farmě Devils v Albany River Rats (AHL), v průběhu první sezony mezi profesionály, debutoval v nejprestižnější hokejové lize NHL (22. prosince 2000 New Jersey Devils proti Florida Panthers odehrál třináct minut a třicet tři sekund. Za Devils vydržel hrát dvě sezony, 6. července 2002 byl společně se spoluhráči Petr Sýkora, Igor Pohanka a Jean-François Damphousse vyměněni do Mighty Ducks of Anaheim za Jeff Friesen, Oleg Tverdovskij a Maxim Balmočnych.
Vzhledem k tomu že v týmu bylo mnoho kvalitních obránců se nevešel do sestavy Ducks, podstatně celou část sezony strávil na farmě v Cincinnati Mighty Ducks. V závěru sezony byl 11. března 2003 byl vyměněn s kolegou Jean-François Damphousse za kanadského útočníka Roba Niedermayera do Calgary Flames. Calgary v sezoně 2003/04 postoupili do playoff, ve kterém se probojovali až do finále, podlehli 3:4 na série nad týmem Tampa Bay Lightning. Během výluky v NHL hrával pouze na farmě Flames v Lowell Lock Monsters. 29. června 2005 byl vyměněn do týmu Carolina Hurricanes za výběr 3. kolo draftu 2005 (touto volbou byl vybrán Gord Baldwin). Commodore hrál významnou roli pro klub Carolina Hurricanes, stal se užitným obránce pro klub a s týmem vybojovali historický první Stanley Cup. Mezi fanoušky byl populární k jeho neobvyklému červenému afro účesu, po úspěchu v playoff se nechal ostříhat aby podpořil pacienty s rakovinou prsu.
Následující ročník jako obhájci titulu se tým sice probojoval do playoff ale vypadl hned v prvním kole, Commodore byl nominován do kanadského národního týmu k mistrovství světa. V mistrovství světa si připsal dva body a s národním týmem získali zlaté medaile. 11. února 2008 s Corym Stillmanem byli vyměněni do Ottawa Senators za Patricka Eavese a Joe Corvo. Za Ottawu Senators pouze dohrál sezonu, po skončení ročníku se stal nechráněným hráčem. 1. července 2008 podepsal pětiletou smlouvu s týmem Columbus Blue Jackets v hodnotě 18.750.000 dolarů. V organizaci Columbusu byl stabilním obráncem dvě sezony, během třetí sezony v Blue Jackets hrával taktéž na jejich farmě ve Springfield Falcons.
Ze smlouvy byl nakonec vyplacen a 1. července 2011 podepsal jednoletou smlouvu s vedením Detroit Red Wings v hodnotě 1.000.000 dolarů. Za Red Wings odehrál pouhých sedmnáct zápasů, 27. února 2012 byl opět vyměněn, tentokrát do Tampa Bay Lightning za sedmé kolo draftu v roce 2013. Za Tampa Bay Lightning odehrál poslední zápasy své kariéry v NHL. Jeho kariéra byla ovlivněna výlukou v ročníku 2012/13, podepsal zkušební smlouvu s klubem Hamilton Bulldogs, ve kterém neuspěl. Později zkusil štěstí v Texas Stars, taktéž ve zkušebním období neuspěl. Poslední část kariéry strávil v Kontinentální hokejové lize, dohodl se s novým klubem Admiral Vladivostok, který se stal jeho posledním působištěm.

## Prvenství
- Debut v NHL - 22. prosince 2000 (New Jersey Devils proti Florida Panthers)
- První gól v NHL - 23. prosince 2000 (New Jersey Devils proti Tampa Bay Lightning, kanadskému brankáři Kevin Weekes)
- První asistence v NHL - 27. ledna 2001 (New Jersey Devils proti Boston Bruins)

## Klubové statistiky
| Sezóna       | Klub                        | Soutěž       |     | Základní část | Základní část | Základní část | Základní část | Základní část |   | Play off | Play off | Play off | Play off | Play off |
| Sezóna       | Klub                        | Soutěž       | Z   | G             | A             | B             | TM            | Z             | G | A        | B        | TM       |          |          |
| 1997–98      | North Dakota Fighting Sioux | WCHA         | 29  | 0             | 5             | 5             | 74            | —             | — | —        | —        | —        |          |          |
| 1998–99      | North Dakota Fighting Sioux | WCHA         | 39  | 5             | 8             | 13            | 154           | —             | — | —        | —        | —        |          |          |
| 1999–00      | North Dakota Fighting Sioux | WCHA         | 38  | 5             | 7             | 12            | 154           | —             | — | —        | —        | —        |          |          |
| 2000–01      | Albany River Rats           | AHL          | 41  | 2             | 5             | 7             | 59            | —             | — | —        | —        | —        |          |          |
| 2000–01      | New Jersey Devils           | NHL          | 20  | 1             | 4             | 5             | 14            | —             | — | —        | —        | —        |          |          |
| 2001–02      | Albany River Rats           | AHL          | 14  | 0             | 3             | 3             | 31            | —             | — | —        | —        | —        |          |          |
| 2001–02      | New Jersey Devils           | NHL          | 37  | 0             | 1             | 1             | 30            | —             | — | —        | —        | —        |          |          |
| 2002–03      | Cincinnati Mighty Ducks     | AHL          | 61  | 2             | 9             | 11            | 210           | —             | — | —        | —        | —        |          |          |
| 2002–03      | Saint John Flames           | AHL          | 7   | 0             | 3             | 3             | 18            | —             | — | —        | —        | —        |          |          |
| 2002–03      | Calgary Flames              | NHL          | 6   | 0             | 1             | 1             | 19            | —             | — | —        | —        | —        |          |          |
| 2003–04      | Lowell Lock Monsters        | AHL          | 37  | 5             | 11            | 16            | 75            | —             | — | —        | —        | —        |          |          |
| 2003–04      | Calgary Flames              | NHL          | 12  | 0             | 0             | 0             | 25            | 20            | 0 | 2        | 2        | 19       |          |          |
| 2004–05      | Lowell Lock Monsters        | AHL          | 73  | 6             | 29            | 35            | 175           | 11            | 1 | 2        | 3        | 18       |          |          |
| 2005–06      | Carolina Hurricanes         | NHL          | 72  | 3             | 10            | 13            | 138           | 25            | 2 | 2        | 4        | 33       |          |          |
| 2006–07      | Carolina Hurricanes         | NHL          | 82  | 7             | 22            | 29            | 113           | —             | — | —        | —        | —        |          |          |
| 2007–08      | Carolina Hurricanes         | NHL          | 41  | 3             | 9             | 12            | 74            | —             | — | —        | —        | —        |          |          |
| 2007–08      | Ottawa Senators             | NHL          | 26  | 0             | 2             | 2             | 26            | 4             | 0 | 2        | 2        | 0        |          |          |
| 2008–09      | Columbus Blue Jackets       | NHL          | 81  | 5             | 19            | 24            | 100           | 4             | 0 | 0        | 0        | 18       |          |          |
| 2009–10      | Columbus Blue Jackets       | NHL          | 57  | 2             | 9             | 11            | 62            | —             | — | —        | —        | —        |          |          |
| 2010–11      | Columbus Blue Jackets       | NHL          | 20  | 2             | 4             | 6             | 44            | —             | — | —        | —        | —        |          |          |
| 2010–11      | Springfield Falcons         | AHL          | 11  | 0             | 2             | 2             | 20            | —             | — | —        | —        | —        |          |          |
| 2011–12      | Detroit Red Wings           | NHL          | 17  | 0             | 2             | 2             | 21            | —             | — | —        | —        | —        |          |          |
| 2011–12      | Tampa Bay Lightning         | NHL          | 13  | 0             | 0             | 0             | 17            | —             | — | —        | —        | —        |          |          |
| 2012–13      | Hamilton Bulldogs           | AHL          | 17  | 0             | 2             | 2             | 26            | —             | — | —        | —        | —        |          |          |
| 2012–13      | Texas Stars                 | AHL          | 5   | 2             | 0             | 2             | 4             | 1             | 0 | 0        | 0        | 0        |          |          |
| 2013–14      | Admiral Vladivostok         | KHL          | 27  | 2             | 2             | 4             | 20            | 4             | 1 | 1        | 2        | 6        |          |          |
| Celkem v NHL | Celkem v NHL                | Celkem v NHL | 484 | 23            | 83            | 106           | 683           | 53            | 2 | 6        | 8        | 70       |          |          |

## Reprezentace
| Rok                       | Tým                       | Soutěž                    | Z | G | A | B | TM |
| ------------------------- | ------------------------- | ------------------------- | - | - | - | - | -- |
| 2007                      | Kanada                    | MS                        | 9 | 0 | 2 | 2 | 14 |
| Seniorská kariéra celkově | Seniorská kariéra celkově | Seniorská kariéra celkově | 9 | 0 | 2 | 2 | 14 |